# Johanna Paasikangas-Tella
Johanna Paasikangas-Tella (* 28. März 1974 in Forssa als Johanna Paasikangas) ist eine finnische Schachspielerin.

## Leben
Das Schachspielen lernte Johanna Paasikangas-Tella von ihrem Vater, als sie fünf Jahre alt war. Sie studierte an der Handelshochschule Helsinki und arbeitete in der Marktforschung, als Journalistin und Herausgeberin unter anderem bei Sanoma Magazines, einem Unternehmenssektor des Medienkonzerns Sanoma aus Helsinki. Danach wurde sie Assistentin am Finnischen Parlament. Sie ist seit 1998 verheiratet mit dem Schachspieler und Internationalen Meister Jussi Tella (* 1971).

## Erfolge
Bei der U16-Meisterschaft (weiblich) der European Chess Union in Saltsjöbaden belegte sie 1988 hinter Krystyna Dąbrowska den zweiten Platz. Bei der Internationalen deutschen Mädchenmeisterschaft 1992 in Dresden wurde sie Zweite hinter Ilaha Kadimova aus Aserbaidschan und vor Inna Gaponenko. 1992 wurde sie in Rimavská Sobota U16-Europameisterin. Die finnische Einzelmeisterschaft der Frauen konnte sie fünf Mal gewinnen: 1989 in Tampere, 1991 in Tampere, 1992 in Helsinki, 1993 in Naantali und 1994 in Helsinki. Zonenturniere gewann sie in Dänemark 1991, 1993 und in Linköping mit zwei Punkten Vorsprung 1995. Bei der Europameisterschaft der Frauen im Schnellschach 1997 erreichte sie in Athen einen dritten Platz.
Mit der finnischen Frauennationalmannschaft nahm sie von 1986 bis 2000 an allen acht Schacholympiaden teil mit einem Gesamtergebnis von 60,5 Punkten aus 96 Partien. 1986 und 1988 spielte sie am dritten Brett, ab 1990 am Spitzenbrett. Das beste Mannschaftsergebnis hatte sie 1986 mit einem 13. Platz, das beste individuelle Ergebnis 1994 in Moskau mit 10 Punkten aus 13 Partien und einer Elo-Leistung von 2341. Sie nahm auch am ersten Brett der finnischen Frauennationalmannschaft an zwei Mannschaftseuropameisterschaften teil: 1992 und 1997, wobei sie 1997 eine individuelle Silbermedaille für ihr Ergebnis von 7 aus 9 am ersten Brett bei einer Elo-Leistung von 2486 erhielt.
Im Vereinsschach gewann sie zum Beispiel mit Garde Helsinki in der Saison 2000/01 die finnische Mannschaftsmeisterschaft. In dieser Saison hatte sie mit 5,5 Punkten aus 7 Partien das beste Ergebnis aller Spieler in der höchsten finnischen Liga am siebten Brett. Aktuell (Stand: September 2011) spielt sie für EtVaS Vantaa.
Johanna Paasikangas-Tella trägt die Titel Internationaler Meister der Frauen (WIM), der ihr für den Gewinn des Zonenturniers 1991 verliehen wurde, und FIDE-Meister. Eine Norm zum Erhalt des Titels Großmeister der Frauen (WGM) erzielte sie beim 7. Brauhaus-Riegele-Turnier in Augsburg im Januar 2003, bei dem sie hinter Jiří Lechtýnský und Lothar Arnold den dritten Platz belegte. Ihre Elo-Zahl beträgt 2085 (Stand: Mai 2023), damit liegt sie auf dem dritten Platz der finnischen Elo-Rangliste der Frauen, die sie bis Mai 2021 angeführt hatte. Ihre bisher höchste Elo-Zahl war 2325 im Juli 1997.